# Domenico Maria Corsi
Domenico Maria Corsi (Florença, 1633 - Rimini, 6 de novembro de 1697) foi um cardeal do século XVII

## Biografia
Nasceu em Florença em 1633. Dos marqueses de Cajazzo. Filho de Giovanni Corsi e Lucrezia Salviati. Outro cardeal da família foi Cosimo Corsi (1842).
Completou seus estudos sob a direção de seu tio Lorenzo Corsi, prelado doméstico de Sua Santidade.
Protonotário apostólico no pontificado do Papa Alexandre VII. Vice-legado em Urbino. Governador da cidade de Fermo. Clérigo da Câmara Apostólica e presidente delle Armi no pontificado do Papa Clemente X. O Sacro Colégio dos Cardeais o elegeu governador do conclave por ocasião da morte do Papa Clemente X. Auditor da Câmara Apostólica no pontificado do Papa Inocêncio XI.
Criado cardeal diácono no consistório de 2 de setembro de 1686; recebeu o gorro vermelho e a diaconia de S. Eustáquio, em 30 de setembro de 1686. Legado em Romandiola, em 3 de março de 1687.
Eleito bispo de Rimini em 7 de julho de 1687. Consagrado em 17 de agosto de 1687, na catedral de Rimini, por Gianfrancesco Riccamonti, OSB, bispo de Cervia, auxiliado por Vincenzo Cavalli, bispo de Bertinoro, e por Bernardino Belluzzi, bispo de Montefeltro . Participou do conclave de 1689, que elegeu o papa Alexandre VIII. Sua legação foi prorrogada por três anos, em 27 de outubro de 1689. Participou do conclave de 1691, que elegeu o Papa Inocêncio XII. Optou pela ordem dos cardeais presbíteros e pelo título de S. Pietro in Montorio, em 3 de dezembro de 1696. Camerlengo do Sagrado Colégio dos Cardeais, em 14 de janeiro de 1697 até sua morte.
Morreu em Rimini em 6 de novembro de 1697. Exposto e enterrado na catedral de Rimini, com um breve epitáfio que ele mesmo compôs.